# Virola
Virola, conocida como epená, es un género botánico de árboles medianos, nativos de las selvas de Sudamérica,  estrechamente vinculadas con otras  Myristicaceae, como Myristica.  Comprende 77 especies descritas y de estas, solo 41 aceptadas.

## Descripción
Tiene hojas lustrosas, oscuras con diminutas flores amarillas, y emite un olor pungente. 
La resina rojiza oscura de su corteza contiene varios alcaloides alucinógenos, muy notable es 5-MeO-DMT (en Virola calophylla), bufotenina (5-OH-DMT), y Dimetiltriptamina (DMT); también hay beta-carbolina alcaloides harmala, IMAO que potencia los efectos de DMT.  De acuerdo a Richard Evans Schultes, el uso de Virola en rituales mágico-religiosos se restringe a naciones del occidente de la cuenca del río Amazonas y partes de la cuenca del Orinoco color puya.

## Medicina tradicional
Los brotes de Virola oleifera producen lignano-7-ols y verrucosina con acción antifúngica a Cladosporium sphaerospermum en dosis tan bajas como 25 microgramos. El lignano-7-ols oleiferina-B  y oleiferina-G  trabajan en C. cladosporoides a dosis tan bajas como 10 microgramos.

## Taxonomía
El género fue descrito por Jean Baptiste Christophore Fusée Aublet y publicado en Flora Orientalis 141. 1755. La especie tipo es: Myristica fragrans Houtt. 

## Especies
Sobre 67 especies, incluidas:
- Virola aequatorialis
- Virola albidiflora
- Virola araujovii
- Virola atopa
- Virola bicubyba
- Virola boliviensis
- Virola brachycarpa
- Virola caducifolia
- Virola calophylla
- Virola carinata
- Virola coelhoi
- Virola colophylloidea
- Virola carinata
- Virola crebrinervia
- Virola cuspidata
- Virola decorticans
- Virola divergens
- Virola dixonii
- Virola duckei
- Virola elliptica
- Virola elongata (Sinónimo V. theodora)
- Virola flexuosa
- Virola gardneri
- Virola glaziovii
- Virola glycycarpa
- Virola guatemalensis
- Virola guggnheimii
- Virola incolor
- Virola koschnyi
- Virola kukachkana
- Virola kwatae
- Virola laevigata
- Virola lepidota
- Virola lieneana
- Virola lorentensia (o V. loretensis)
- Virola macrantha
- Virola malmei
- Virola marlenei
- Virola megacarpa
- Virola melinonii
- Virola merendonis
- Virola michelii
- Virola micrantha
- Virola minutiflora
- Virola mocoa
- Virola mollissima
- Virola multicostata
- Virola multiflora
- Virola multinervia
- Virola mycetis
- Virola nobilis
- Virola obovata
- Virola officinalis
- Virola oleifera
- Virola panamensis
- Virola papillosa
- Virola parvifolia
- Virola pavonis
- Virola peruviana
- Virola polyneura
- Virola reidii
- Virola rufula
- Virola rugulosa
- Virola schultesii
- Virola schwackei
- Virola sebifera  - árbol del sebo[5]
- Virola sessilis
- Virola steyermarkii
- Virola subsessilis
- Virola surinamensis
- Virola urbaniana
- Virola venezuelensis
- Virola venosa
- Virola villosa
- Virola warburgli
- Virola weberbaueri

## Galería

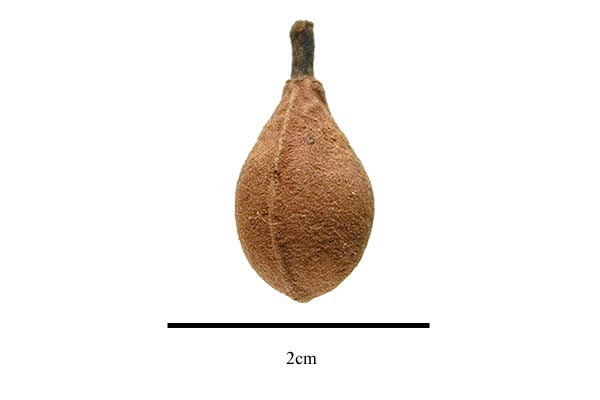
Virola elongata fruta
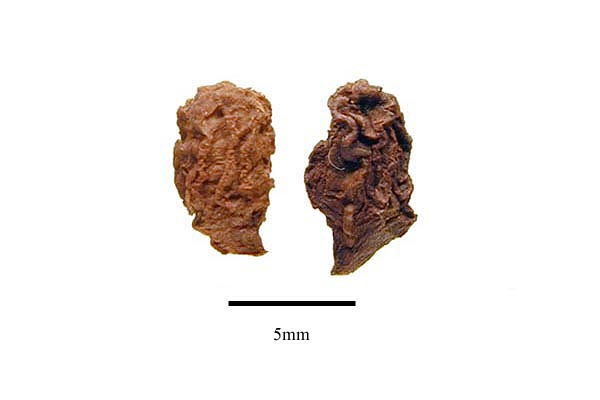
Virola elongata semillas
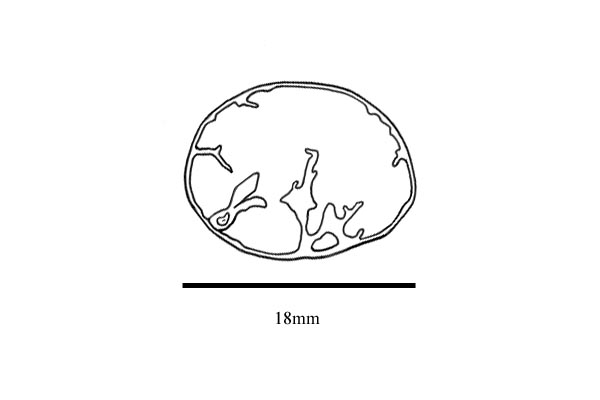
Virola carinata embryo